# Chiesa della Natività di Maria Santissima (Vobbia)
La chiesa di Natività di Maria Santissima è un luogo di culto cattolico situato nella frazione di Noceto nel comune di Vobbia, nella città metropolitana di Genova. La chiesa è sede della parrocchia omonima del vicariato della Valle Scrivia dell'arcidiocesi di Genova.

## Storia e descrizione
Ubicata presso la frazione di Noceto, la parrocchiale è citata in antichi testi del 972 e già dal 2 novembre 1302 fu eretta a parrocchia; dal 22 giugno del 1697 fu invece annessa alla parrocchia di Nostra Signora delle Grazie di Vobbia. Su consiglio e sollecitata da una "pesante" oblazione della contessa Maria Barbara Cattaneo, vedova di Ettore Fieschi, la parrocchia di Noceto fu ripristinata da monsignor Nicolò Maria de' Franchi il 24 febbraio del 1728.
Un vasto incendio nel 23 maggio del 1870 interessò tutto il paese e la chiesa così come il campanile, già in rovina nel 1753, e la canonica. Nuovi lavori di ricostruzione furono pertanto avviati verso la fine del XIX secolo e ancora nel 1930 con importanti restauri; il tetto e la facciata vennero interessati da un successivo intervento nel 1980.